# Xianyang
Xianyang is met  1.192.776 inwoners (volkstelling 2020) de een na grootste stad in de Chinese provincie Shaanxi. Het hoort tot het noordwestelijk deel van de agglomeratie van Xi'an, gelegen aan de noordelijke oever van de rivier de Wei He.
Tijdens de Qin-dynastie was dit de hoofdstad van het vroegere China.